# Post-Zoster-Neuralgie
Eine Post-Zoster-Neuralgie (PZN) – auch postherpetische Neuralgie oder postzosterische Neuralgie genannt – äußert sich in z. T. extrem starken Nervenschmerzen als Folge einer Gürtelrose. Sie betrifft vor allem ältere Menschen. Vermutlich sind Nerven durch das Varizella-Zoster-Virus geschädigt worden.

## Erscheinungsformen
Der Schmerz kann in unterschiedlichen Formen auftreten:
- als dauerhafter brennender oder bohrender Schmerz
- als kurze, heftige Schmerzattacken
- als starke Berührungsschmerzen

## Ursachen
Eine PZN wird durch das Varizella-Zoster-Virus (VZV) hervorgerufen. Dieses Virus gehört zur Familie der Herpesviren. Nach einer ausgeheilten Windpocken-Infektion verbleiben die Viren im Körper und können Jahre später wieder aktiv werden. Sie können dann z. B. bei einer Schwächung des Immunsystems eine so genannte Gürtelrose auslösen. Bei dieser auch als Herpes zoster oder Zoster bekannten Erkrankung bilden sich in einem bandförmigen Hautabschnitt an der Körperseite flüssigkeitsgefüllte Bläschen. Die Erkrankung heilt in der Regel nach einigen Wochen ab. Bei etwa jedem 10. Patienten bleiben jedoch dauerhafte Nervenschäden zurück, die sich zu einer PZN entwickeln können.

## Behandlung
Die Betroffenen leiden z. T. enorm unter den starken Schmerzen. Das Leiden kann bislang nicht geheilt werden, da sich die Nervenschmerzen nicht rückgängig machen lassen. Gegen die Schmerzen können jedoch Schmerzmittel wie Tramadol (Tramal) verabreicht werden. Auch Antidepressiva oder Antikonvulsiva wie Pregabalin (Lyrica) oder Gabapentin (Neurontin) werden in niedriger Dosierung eingesetzt, denn sie können die Schmerzweiterleitung zum Gehirn hemmen. Weitere Behandlungsmethoden sind örtlich betäubende Salben oder Pflaster, Capsaicin-Cremes oder eine elektrische Stimulation von Hautnerven; weitere Hilfe ist evtl. auch von ärztlichen Schmerztherapeuten zu erwarten. Um Patienten den Umgang mit ihren Schmerzen zu erleichtern, kann auch eine Psychotherapie hilfreich sein.

## Verlauf
Die Erkrankung tritt bei älteren Menschen häufiger auf als bei jungen und verläuft auch schwerer. So leidet im Schnitt jeder zweite Patient über 60 Jahre mit einer Gürtelrose an einer PZN, ansonsten sind es nur rund 10 %. Je früher die Erkrankung behandelt wird, desto höher sind die Erfolgsaussichten und desto geringer ist die Gefahr bleibender Schäden.